# САМ-16
САМ-16 — советский гидросамолёт, морской ближний разведчик конструкции А. С. Москалёва. Разработка проекта велась в ОКБ-31 в Воронеже. Постройка опытного образца была начата в 1940 году на заводе №499 и к маю 1941 года машина имела 85% готовности. Однако в связи с началом войны и последовавшей эвакуацией предприятия, машину достроить не удалось. Недостроенный образец и производственный задел по второму экземпляру самолёта, был эвакуирован и законсервирован до 1945 года, однако и после войны машина не была достроена.

## Конструкция
САМ-16 представлял собой цельнодеревянную летающую лодку моноплан, с крылом типа чайка и двух килевым хвостовым оперением. Два двигателя МГ-31Ф размещались в мотогондолах в изгибах крыла. Шасси убираемое, убирается в борта лодки.

## Варианты
- САМ-16-2-МВ-6— проект ближнего лёгкого разведчика-амфибии с двигателями МВ-6. Имел двухбалочную схему хвостового оперения.
- УТМ-1 — проект морского учебно-тренировочного самолёта, выполнен на основе САМ-16-2-МВ-6.
- САМ-16бис — проект пассажирского самолёта на 6 пассажиров.[2]

### Технические характеристики
- Экипаж: 5
- Длина: 11.90 м
- Размах крыла: 15,50 м
- Высота:
- Площадь крыла: 32 м²
- Коэффициент удлинения крыла:
- Профиль крыла: Р-11а
- Масса пустого: 2160 кг
- Масса снаряженного: кг
- Нормальная взлетная масса: 2600 кг
- Максимальная взлетная масса: 3300 кг
- Масса полезной нагрузки: кг
- Масса топлива и масла: кг
- Двигатели: 2× МГ-31Ф
- Мощность: 1× 330 л.с.

### Лётные характеристики
- Максимальная скорость:
  - у земли:
  - на высоте:
- Крейсерская скорость: 365 км/ч
- Посадочная скорость:
- Практическая дальность: 1600 км
- Практический потолок: 8800 м
- Скороподъёмность: м/с
- Нагрузка на крыло: кг/м²
- Тяговооружённость: Вт/кг
- Максимальная эксплуатационная перегрузка: g

### Вооружение
- Пушечно-пулемётное:
  - 5× 12.7-мм пулемета
- Бомбовая нагрузка: [1]